# Пакстон, Элиша
Элиша Франклин Пакстон (Elisha Franklin Paxton) (4 марта 1828 — 3 мая 1863) — американский юрист и военный, генерал армии Конфедерации в годы гражданской войны в США. Командовал знаменитой «бригадой каменной стены» и погиб в сражении при Чанселорсвилле.

## Ранние годы
Пакстон родился в Вирджинии, в округе Рокбридж, в пресвитерианской семье Элиши Пакстона старшего и Маргарет Макнатт. Его дедом был ветеран американской войны за независимость, Уильям Пакстон. Первое образование он получил в школе своего родственника, Джеймса Пакстона.
В 1845 году он поступил в Вашингтон-Колледж в Лексингтоне, а в 1847 году поступил в Йельский университет в Нью-Хэвен, Коннектикут. В 1849 году он поступил в университет при вирджинской правовой школе в Шарлоттскиле, и окончил это заведение первым по успеваемости в своем классе.
Завершив обучение, Пакстон поселился в Вирджинии и стал юристом. Он так же работал плантатором, а затем переехал в Огайо. Получив допуск к юридической практике в этом штате, он проработал несколько лет в Огайо, но в 1860 оставил работу из-за проблем со зрением.
В возрасте 26 лет он женился (2 ноября 1854) на 23-летней Элизабет Ханне Уайт, дочери Мэттью Уайта. Они поселились в Лексингтоне. У них было четверо детей, из которых выжили трое: Мэттью, Джон и Фрэнк. Американский актёр Билл Пакстон являлся потомком Элиши Пакстона через его сына Джона. Мэттью Пакстон впоследствии стал редактором газеты Rockbridge County News, а Джон стал юристом в Канзасе.

## Гражданская война
Когда началась гражданская война, Пакстон вернулся в родной штат и решил сражаться за Конфедерацию. Несмотря на отсутствие военного опыта, он 18 апреля 1861 года вступил в армию в звании первого лейтенанта роты Rockbridge Rifles, 4-го вирджинского пехотного полка.
Его полк был частью знаменитой «бригады каменной стены» генерала Томаса Джексона. Пакстон участвовал в первом сражении при Бул-Ране, был ранен в руку и после выздоровления, 14 октября 1861 года, был избран майором 27-го вирджинского полка. Однако, весной 1862 года он не был переизбран на эту должность, и 30 мая 1862 года стал адъютантом в штабе генерала Джексона. На этой должности он прошел кампанию в долине Шенандоа и Семидневную битву.
4 августа 1862 года Пакстон стал квартирмейстером при Джексоне, а 15 августа — начальником штаба. В этой должности он прошел Северовирджинскую и Мерилендскую кампании.
В ходе мерилендской кампании полковник Григсби командовал «бригадой каменной стены», однако Джексон забрал у него бригаду и передал Пакстону, который 1 ноября 1862 года был произведен из майоров в бригадные генералы. Это было не вполне обычное повышение, так как имелись более опытные офицеры, но это был выбор Джексона, и президент Дэвис утвердил звание. В итоге 15 ноября 1862 года Пакстон принял командование знаменитой бригадой, а Григсби в знак протеста покинул армию.
Вскоре последовало сражение при Фредерикберге, во время которого бригада Пакстона находилась в составе дивизии Тальяферро. Когда федеральная дивизия Мида прорвала позиции бригады генерала Хилла, Пакстон направил бригаду в контратаку и отбросил противника. Однако, историк Фрэнк О’Рейли негативно оценивал действия Пакстона в ходе этого боя:
Его командные просчеты привели к бессмысленным потерям, когда он остановил бригаду под артиллерийским обстрелом, а затем упустил шанс окружить и уничтожить два федеральных полка. Из-за своей неопытности Пакстон сделал множество ошибок…

## Гибель

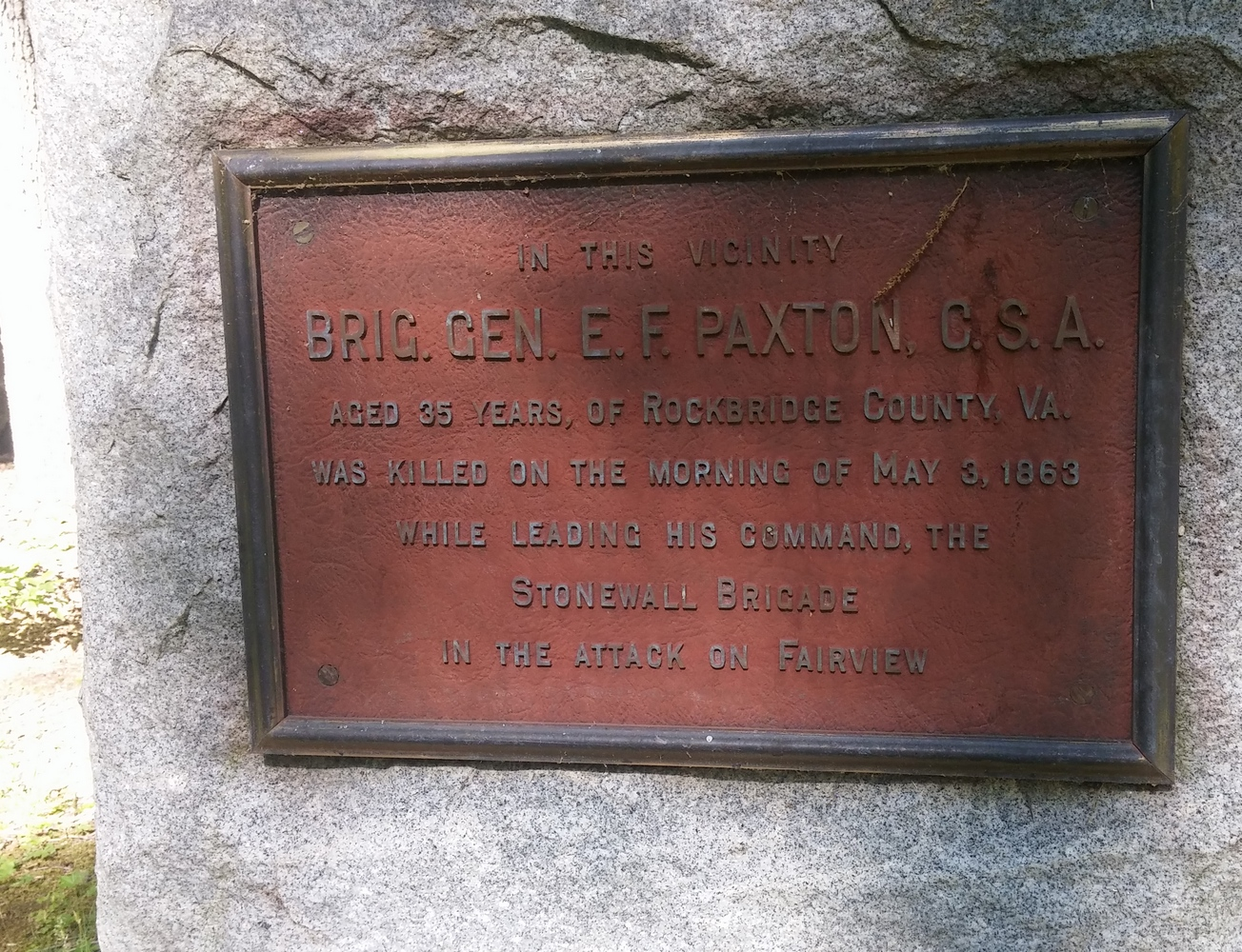
Монумент на месте гибели Пакстона.

3 мая 1863 года во время сражения при Чанселорсвилле разгорелся бой за высоту Феэрвью. В третьем штурме высоты участвовали бригады Рамсера и Долса, а затем на помощь им подошла бригада Пакстона; ей удалось ворваться в траншеи противника, но они попали под контратаку северян и отступили. Пакстон был ранен в грудь навылет и умер через час. Командование бригадой принял полковник 5-го вирджинского полка Джон Функ.
Вечером того дня генерал Ли отправил в Ричмонд сообщение: «Мы должны благодарить Бога за великую победу. Вынужден сообщить, что генерал Пакстон был убит, генерал Джексон получил тяжелое, а генерал Хет — легкое ранение».
Пакстон был сначала похоронен у Гвинея-Сейшен, неподалеку от места, где умер Томас Джексон. Позже тело было перезахоронено в Лексингтоне, на лексингтонском мемориальном кладбище рядом с могилой Джексона.